# Polynôme de Koornwinder
En mathématiques, les polynômes de Macdonald-Koornwinder (également appelés polynômes de Koornwinder) sont une famille de polynômes orthogonaux à plusieurs variables, introduite par Tom Koornwinder (et Ian G. Macdonald en 1987 pour des cas particuliers importants), qui généralisent les polynômes d'Askey–Wilson. Ce sont les polynômes de Macdonald attachés au système racinaire affine non réduit de type (C(su), Cn), et en particulier, d'après van Diejen 1996 et Sahi 1999, ils satisfont à des analogues des conjectures de Macdonald (Macdonald 2003, Chapter 5.3). De plus, Jan Felipe van Diejen a montré que les polynômes de Macdonald associés à tout système de racines classique peuvent être exprimés comme des limites ou des cas particuliers de polynômes de Macdonald-Koornwinder et il a explicité des ensembles complets d'opérateurs aux différences commutant deux à deux qu'ils diagonalisent (van Diejen 1995). De plus, il existe une grande classe de familles intéressantes de polynômes orthogonaux à plusieurs variables associés à des systèmes de racines classiques qui sont des cas dégénérés des polynômes de Macdonald-Koornwinder (van Diejen 1999). Les polynômes de Macdonald-Koornwinder ont également été étudiés à l'aide d'algèbres de Hecke affines (Noumi 1995, Sahi 1999, Macdonald 2003).
Le polynôme de Macdonald-Koornwinder à n variables associé à la partition λ est l'unique polynôme de Laurent invariant par permutation et inversion des variables, de monôme dominant xλ, et orthogonal par rapport à la densité
{\displaystyle \prod _{1\leq i<j\leq n}{\frac {(x_{i}x_{j},x_{i}/x_{j},x_{j}/x_{i},1/x_{i}x_{j};q)_{\infty }}{(tx_{i}x_{j},tx_{i}/x_{j},tx_{j}/x_{i},t/x_{i}x_{j};q)_{\infty }}}\prod _{1\leq i\leq n}{\frac {(x_{i}^{2},1/x_{i}^{2};q)_{\infty }}{(ax_{i},a/x_{i},bx_{i},b/x_{i},cx_{i},c/x_{i},dx_{i},d/x_{i};q)_{\infty }}}}
sur le tore unité d'équations
{\displaystyle |x_{1}|=|x_{2}|=\cdots |x_{n}|=1},
où les paramètres satisfont aux contraintes
{\displaystyle |a|,|b|,|c|,|d|,|q|,|t|<1,}
et où (x ; q)∞ désigne le q-symbole de Pochhammer infini. Ici dire que xλ est le monôme dominant signifie que μ≤λ pour tous les termes xμ ayant un coefficient non nul, où μ≤λ si et seulement si μ1 ≤λ1, μ1 +μ2 ≤ λ1 +λ2,…, μ1 +…+µn ≤ λ1 +…+λn. Sous les contraintes supplémentaires que q et t sont réels et que a, b, c, d sont réels ou, s'ils sont complexes, apparaissent par paires de complexes conjugués, la densité donnée est positive.
Pour quelques notes de cours sur les polynômes de Macdonald-Koornwinder du point de vue des algèbres de Hecke, voir par exemple (Stokman 2004).